# Алагоас
Алаго́ас (порт. Alagoas) — штат в восточной части Бразилии, расположенный в Северо-восточном регионе страны. Граничит со штатами Пернамбуку на севере, Сержипи на юге, Баия на юго-западе, на востоке омывается Атлантическим океаном. Площадь штата — 27 767,7 км², по плотности населения Алагоас является одним из самых густонаселённых штатов страны (4-й в стране) — 110 чел./км², по численности населения 17-й — 3 165 472 человека (2012). Административный центр и крупнейший город — Масейо.
Штат включает 102 муниципалитета, крупнейшими городами являются Масейо, Арапирака, Палмейра-дуз-Индиус, Риу-Ларгу, Пенеду, Униан-дус-Палмарис, Сан-Мигел-дус-Кампус, Сантана-ду-Ипанема, Делмиру-Говея, Корурипи, Марешал-Деодору и Кампу-Алегри.

## География
Штат расположен на северо-востоке Бразилии, граничит на севере и северо-западе — со штатом Пернамбуку, на западе — со штатом Баия, на юго-западе и юге — со штатом Сержипи. На востоке штата — побережье Атлантического океана.

## Демография
Согласно сведениям, собранным в ходе переписи 2010 г. Национальным институтом географии и статистики (IBGE), население штата составляет:
| Городское население | 2 297 860 | Процент городского населения, % | 73,64     |
| Сельское население  | 822 634   | Процент сельского населения, %  | 26,36     |
| Мужское население   | 1 511 767 | Процент мужского населения, %   | 48,45     |
| Женское население   | 1 608 727 | Процент женского населения, %   | 51,55     |
| Всего               | Всего     | Всего                           | 3 120 494 |

Плотность населения — 112,05 чел/км², население штата составляет 1,64 % от общего населения страны.
Официальный язык штата — португальский. До колонизации население использовало автохтонные языки, многие из которых исчезли ещё до того, как их смогли классифицировать: вакона, васу, панкарару, тинги-бото, шоко-карири и другие.

## Административное деление
Разделён на три административно-статистических мезорегиона: Восток — на Атлантическом побережье, Сельскохозяйственный район — в центральной части и Сертан — на западе. Мезорегионы, в свою очередь, разделены на 13 микрорегионов и 102 муниципалитета.

## Экономика
Экономика штата носит сельскохозяйственный характер; основана на выращивании сахарного тростника, хлопчатника и табака. Также развито производство спирта, легкая промышленность. У водопада Паулу-Афонсу на реке Сан-Франсиску у границы со штатом Баия, есть крупная ГЭС. По данным Бразильского института географии и статистики — IBGE в 2006 году валовой внутренний продукт штата составил R$15,173 млрд (20-й в Бразилии), что составляет на душу населения — R$5164 (самый низкий среди штатов Бразилии).
В последние годы атлантическое побережье штата превратилось в развитый туристический район.

## Ссылки

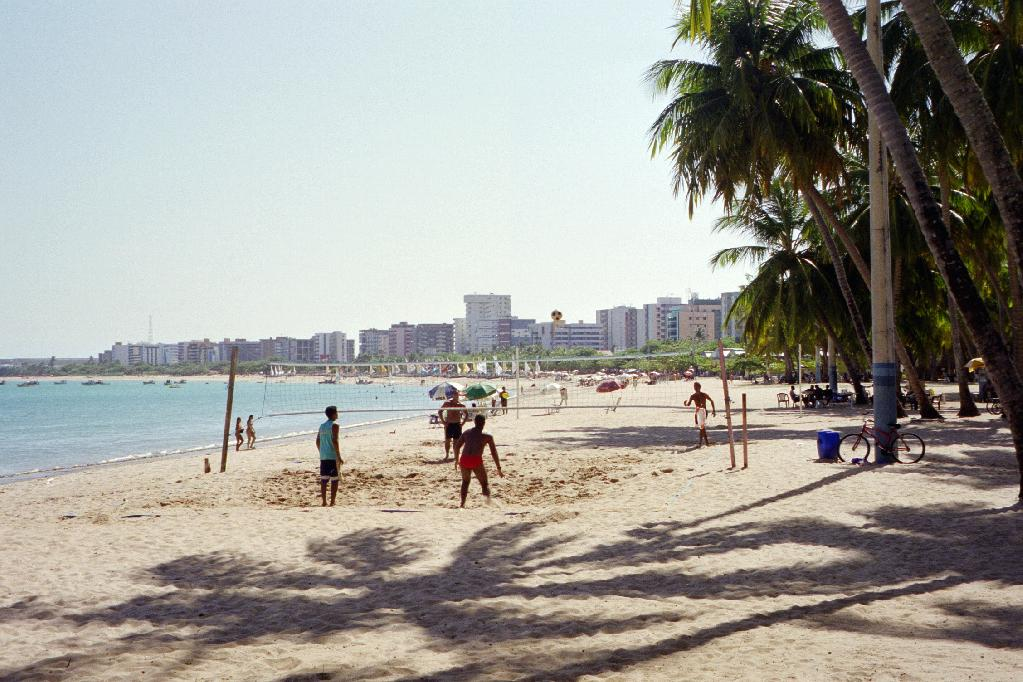
Масейо